# Jędrzejowiczowie herbu własnego
Jędrzejowiczowie herbu własnego (Jendrzejowicz) – polski ród szlachecki pochodzenia ormiańskiego.

## Historia
Protoplastą Jędrzejowiczów (szlacheckiej linii) był urodzony w 1729 roku w Warszawie, Jan Jędrzejowicz – właściciel dóbr w cyrkule rzeszowskim (m.in. Nieborów, Hyżne i Dylągówka), a zarazem syn kupca warszawskiego Mikołaja Jędrzejowicza i Zuzanny z Zacharysiewiczów. Jan uzyskał nobilitację dnia 20 maja 1786 r. przez cesarza Józefa II Habsburga. Jego żoną była Elżbieta Nikorowicz (secundo voto Piramowicz), z którą posiadał co najmniej dwoje dzieci. Znani są ich synowie, Ludwik Adam Alojzy (tr. im.) ur. w 1783 roku w Warszawie i Grzegorz Mikołaj (dw. im.) ur. w 1788 roku w Hyżnem.
Członków rodu Jędrzejowiczów połączyły w XIX wieku związki rodzinne z rodami Miroszewskich vel Mieroszewskich, Russockich, Dąbskich i Pilińskich. W ich posiadaniu znajdował się m.in. pałac w Rzeszowie.
Jeśli chodzi o wizerunek herbu tego rodu, Uruski i Górzyński mówią o srebrnej podkowie w błękitnym polu, przy czym w klejnocie miała być ręka zbrojna w słup z mieczem między dwoma piórami strusimi błękitnymi. Inaczej Minakowska, która, zamieszczając odmienny wizerunek tego herbu w Genealogii potomków Sejmu Wielkiego, nazywa go: Świat z Krzyżem.